# Emil Rauchmaul
Emil Rauchmaul (auch Emil Rozsos; * 19. April 1891 in Budapest; † 5. April 1968 ebenda) war ein ungarischer Fußballspieler und -trainer.

## Werdegang
Emil Rauchmaul war etwa zwischen 1908 und 1925 für den Budapesti TC aktiv. Am 2. Mai 1915 bestritt er unter Frigyes Minder im Budapester Albert-Flórián-Stadion bei der 2:5-Niederlage gegen Österreich sein einziges Länderspiel für Ungarn.
Ab der zweiten Hälfte der 1920er-Jahre war Rauchmaul als Trainer tätig. In der Saison 1937/38 betreute er Ferencváros Budapest und gewann mit der Mannschaft den Mitropapokal 1937 sowie die Ungarische Meisterschaft 1937/38.
Emil Rauchmaul starb im April 1968 im Alter von 76 Jahren im Bezirk Újpest in seiner Heimatstadt Budapest.

## Erfolge
- Mitropapokalsieger: 1937
- Ungarischer Meister: 1937/38